# الطرماح بن عدي الطائي
الطِّرِمَّاحُ بْنُ عَدِيٍّ الطَّائِيُّ هو شاعر أموي، ينتمي إلى قبيلة طيّئ.  عَدّه الطوسي من أصحاب علي والحسين. وكان رجلًا مفوهًا طُوَّالًا. وقد لُقّب بالطِّرِمَّاح بن عَدِي الشاعر.

## مع الحسين
عندما ترائت خيم الحسين في عذيب الهجانات حدا الطرماح ببعض من جاء من الكوفة، فأنشد يقول:
عندما وصلوا إلى الحسين، وسمع الأبيات فقال لهم:
«أما وَاللَّهِ  إني لأرجو أن يكون خيراً مَا أراد اللَّه بنا، قتلنا أم ظفرنا».

### اقتراحاته للحسين
افترح على الحسين ألاّ يقترب من الكوفة، لأنّ هناك جيش جراراً يتجهز لقتاله،  وأيضاً طلب منه أن يأتي إلى أحد جبلي قبيلته طيّئ وهما أجأ أَوْ سلمي، وضمن للإمام أن يدافع عنه بعشرين ألف رجل من قبيلته يقاتلون بين يديه، فجزّاه الحسين خيرًا. وقال له: إنه قد كان بيننا وبين هؤلاء القوم قول لسنا نقدر معه على الانصراف، ولا ندري على ما تتصرف بنا وبهم الأمور، ثمّ إنّ الطرماح ودّع الحسين، ووعده أن يوصل الميرة لأهله، ويعود لنصره، فلما عاد بلغه خبر مقتل الحسين في عذيب الهجانات.

## الهوامش
1. ↑  ابن أعثم، الفتوح، ج5، ص79.
2. ↑  الطوسي، الرجال، ص70، 102.
3. ↑  والمُفوَّه: المنطيق، بَلِيغٌ جَيِّدُ الكَلاَمِ.
4. ↑  المفيد، الاختصاص، ص138.
5. ↑  ابن كثير، البداية والنهاية، ج9، ص265.
6. ↑  السماوي، إبصار العين، نقلاً عن تاريخ الطبري.
7. ↑  البلاذري، أنساب الأشراف، ج3، ص172.
8. ↑  ابن الأثير، الكامل في التاريخ، ج4، ص50،البلاذري، أنساب الأشراف، ج3، ص173.
9. ↑  المِيرَةُ: ما يجمعه أو يدَّخره الإنسانُ من طعام ونحوه للسّفر.
10. ↑  ابن الأثير، الكامل، ج4، ص50.